# Валя-Ойлор
Валя-Ойлор (рум. Valea Oilor) — село у повіті Ясси в Румунії. Входить до складу комуни Белцаць.
Село розташоване на відстані 321 км на північ від Бухареста, 38 км на захід від Ясс.

## Населення
За даними перепису населення 2002 року у селі проживали 712 осіб, усі — румуни. Усі жителі села рідною мовою назвали румунську.